# Hyperbionyx pluto
Hyperbionyx pluto is een eenoogkreeftjessoort uit de familie van de Hyperbionychidae. De wetenschappelijke naam van de soort is voor het eerst geldig gepubliceerd in 1993 door Ohtsuka, Roe & Boxshall.